# 6950 Simonek
6950 Simonek (1982 YQ) là một tiểu hành tinh vành đai chính được phát hiện ngày 22 tháng 12 năm 1982 bởi François Dossin ở Đài thiên văn Haute-Provence.